# Central de Captação de Água da Foz do Sousa
A antiga Central de Captação de Água da Foz do Sousa foi uma fonte de abastecimento de água do Porto durante cerca de cem anos. Fica situada na atual freguesia de Foz do Sousa e Covelo, no Município de Gondomar.
Na sua origem está o decreto real de 1855 que aprovou o contrato com a Compagnie Générale des Eaux pour l'Étranger para a construção de obras de captação, elevação, transporte e distribuição ao domicílio das águas dos rios Sousa e Ferreira, erguendo-se, entre outras estruturas, a Central-do-Sousa.
A fragilidade desta estrutura levou a diversas beneficiações em finais do anos vinte do século XX, até que a edificação da Central Elevatória de Lever conduziu à sua desativação.
Encontra-se classificado como Imóvel de Interesse Público desde 2010.